# Horstdorf
Horstdorf ist ein Ortsteil der Stadt Oranienbaum-Wörlitz im Landkreis Wittenberg in Sachsen-Anhalt.

## Geografie
Horstdorf liegt südlich des Elbe-Ufers im Biosphärenreservat Mittelelbe. Nur wenige Kilometer entfernt befindet sich der Wörlitzer Park inmitten des Dessau-Wörlitzer Gartenreiches, das in der zweiten Hälfte des 18. Jahrhunderts unter der Regentschaft von Fürst Leopold III. Friedrich Franz von Anhalt-Dessau geschaffen wurde. Das Gebiet um Horstdorf ist flach und wird von zahlreichen Gräben und Bächen durchzogen.
Horstdorf ist mit seiner über fünf Kilometer langen Straße als Straßendorf eines der längsten Dörfer Europas, das in seiner Art erhalten ist.

## Geschichte

### 18. und 19. Jahrhundert

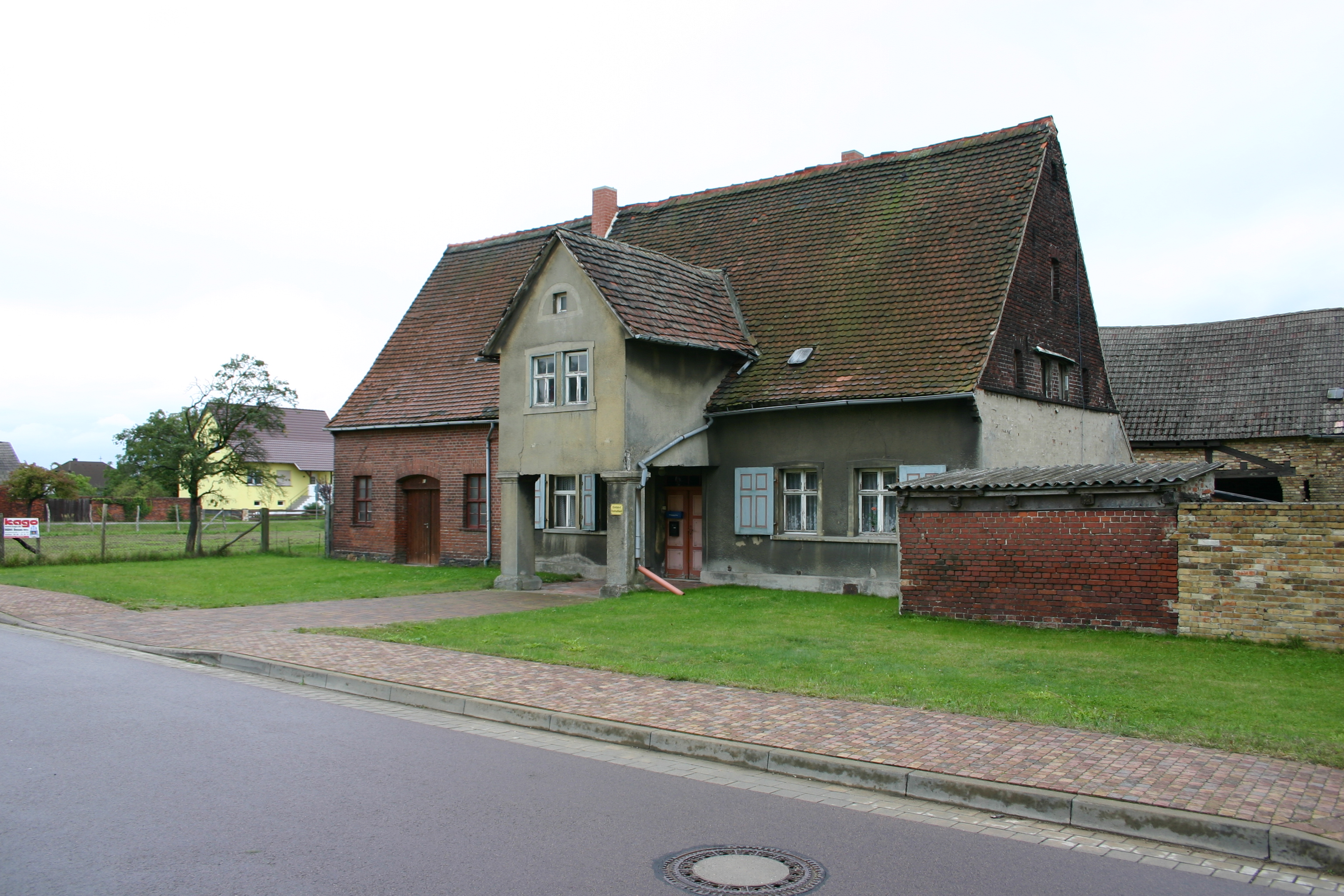
Laubenhaus aus dem 18. Jahrhundert in Horstdorf

Die offizielle Gründung des Ortes erfolgte am 21. Juni 1706 mit der Ausstellung eines Erbzinsbriefes durch Fürst Leopold I. von Anhalt-Dessau. Vorausgegangen war die Trockenlegung des weitläufigen Morastes rund um den Münsterberg in der Holzmarke Kapen durch den Ausbau des Kapengraben (1706 bis zum Leiner See, 1707 bis Kakau und 1708 bis zur Preußischen Grenze). Der von Fürst Leopold I. erteilte Erbzinsbrief wurde mehrmals von seinen Nachfolgern bestätigt: 1747 durch Fürst Leopold II., 1758 durch Leopold III. und 1817 durch Leopold IV.

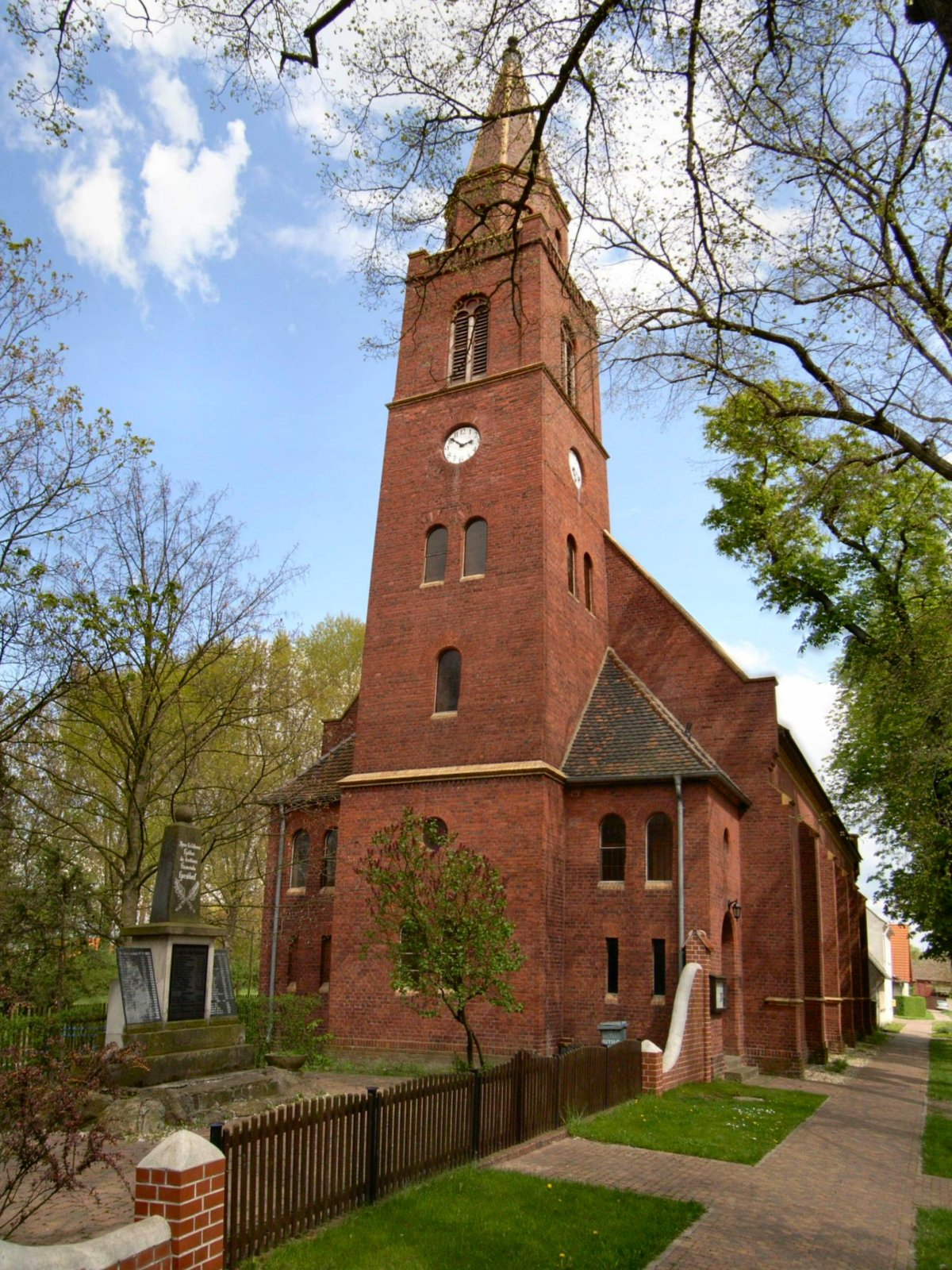
Die Kirche in Horstdorf, davor das Kriegerdenkmal

„Am 15. nach Trinitas“ (also am 15. Juni) 1711 wurde der Friedhof eingeweiht und nach mehrjähriger Bauzeit am 4. März 1714 die Kirche.
Während der Napoleonischen Kriege gegen Preußen und Sachsen zogen mehrfach Truppen durch den Ort. Im Jahr 1806 berichtete Pfarrer Georg Heinrich Christian Lippold über die Beraubung der Kirche durch französische Truppen. Um den 2. Mai 1809 zogen Truppen des preußischen Offiziers Ferdinand Baptista von Schill (1776–1809) vom preußischen Wittenberg nach Dessau durch den Ort.

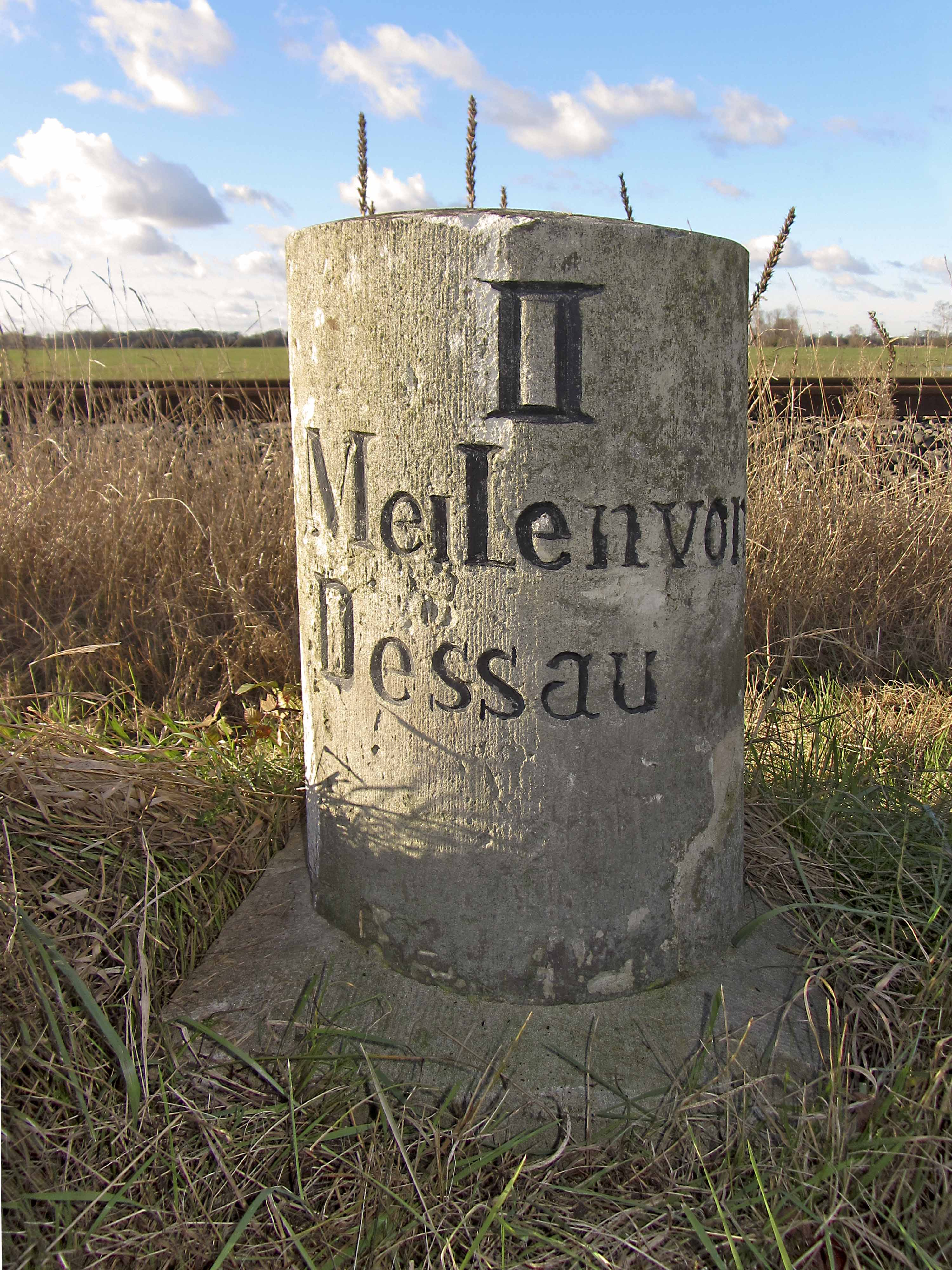
Anhaltischer Meilenstein an der L 133

Horstdorf gehörte nach dem Aussterben der Fürstenhäuser Anhalt-Zerbst, Anhalt-Köthen und Anhalt-Bernburg von 1863 bis 1918 zum Herzogtum Anhalt.
1872 errichtete die Gemeinde eine neue Backsteinkirche in der Ortsmitte, nachdem beim Einläuten des Pfingstfestes 1835 der Glockenturm zusammengebrochen war. 1878 folgte dann der Bau eines Pfarrhauses neben dem Friedhof.

### 20. und 21. Jahrhundert
Laut einem Bericht von Friedrich Graf beging die Gemeinde am 21. Juni 1908 bei schönstem Wetter das 200-jährige Jubiläum des Ortes. In dieses Jahr fiel auch die Einweihung des Schulhauses für Klassen. Um 1920 wurde das Kriegerdenkmal zwischen Kirche und Schule eingeweiht.
Mit Beginn der Zeit des Nationalsozialismus wurde 1933 in Horstdorf eine sogenannte Hitlereiche gepflanzt, an deren Wurzeln die Namen der örtlichen Mitglieder der NSDAP vergraben werden. Die Eiche wurde, laut einem Bericht des Bürgermeisters Seidig vom 13. November 1945 an das Landratsamt Köthen, entfernt und die vorgefundenen Namen an die russische Kommandantur Oranienbaum (Major Tschagen) übersandt. Zum Ende des Zweiten Weltkrieges trafen am 21. April 1945 zunächst amerikanische Truppen im Ort ein. Der Einmarsch der russischen Truppen erfolgte dann um den 5. Mai 1945. In der Folge verhaftete der NKWD mindestens sieben Männer aus Horstdorf und deportierte sie in Speziallager der Sowjetischen Militäradministration in Deutschland.
Nach der Gründung der DDR wurde der Ort am 9. Juni 1950 dem Landkreis Köthen zugeordnet. Im Zuge der Zentralisierung und der Liquidation des Landtages Sachsen-Anhalt erfolgte am 25. Juli 1952 die Zuordnung zum Kreis Gräfenhainichen im Bezirk Halle. 1971 schloss die Schule im Ort.
Von 1994 bis 2004 gehörte Horstdorf zur Verwaltungsgemeinschaft Oranienbaum. Nach langer Pause wurde im Juni 1995 die Tradition eines jährlichen Dorffestes mit Reitturnier wiederbelebt. In den Jahren 1995/1996 wurde die Kirche restauriert. Sie wird seitdem als Kirche und Gemeindezentrum genutzt.
Aufgrund einer Kreisgebietsreform wurde Horstdorf am 1. Juli 2007 nach Auflösung des Landkreises Anhalt-Zerbst in den Landkreis Wittenberg eingegliedert. Um die Zugehörigkeit zum Landkreis wurde im Ort lange gestritten. Bei einem ersten Bürgerentscheid am 26. November 2006 stimmte eine knappe Mehrheit für die Eingemeindung in die Stadt Dessau-Roßlau. Bei einem erneuten Bürgerentscheid am 7. Oktober 2007 gab es eine große Mehrheit für den Verbleib im Landkreis Wittenberg.
Am 1. Januar 2011 wurde Horstdorf in die neue Stadt Oranienbaum-Wörlitz eingegliedert.

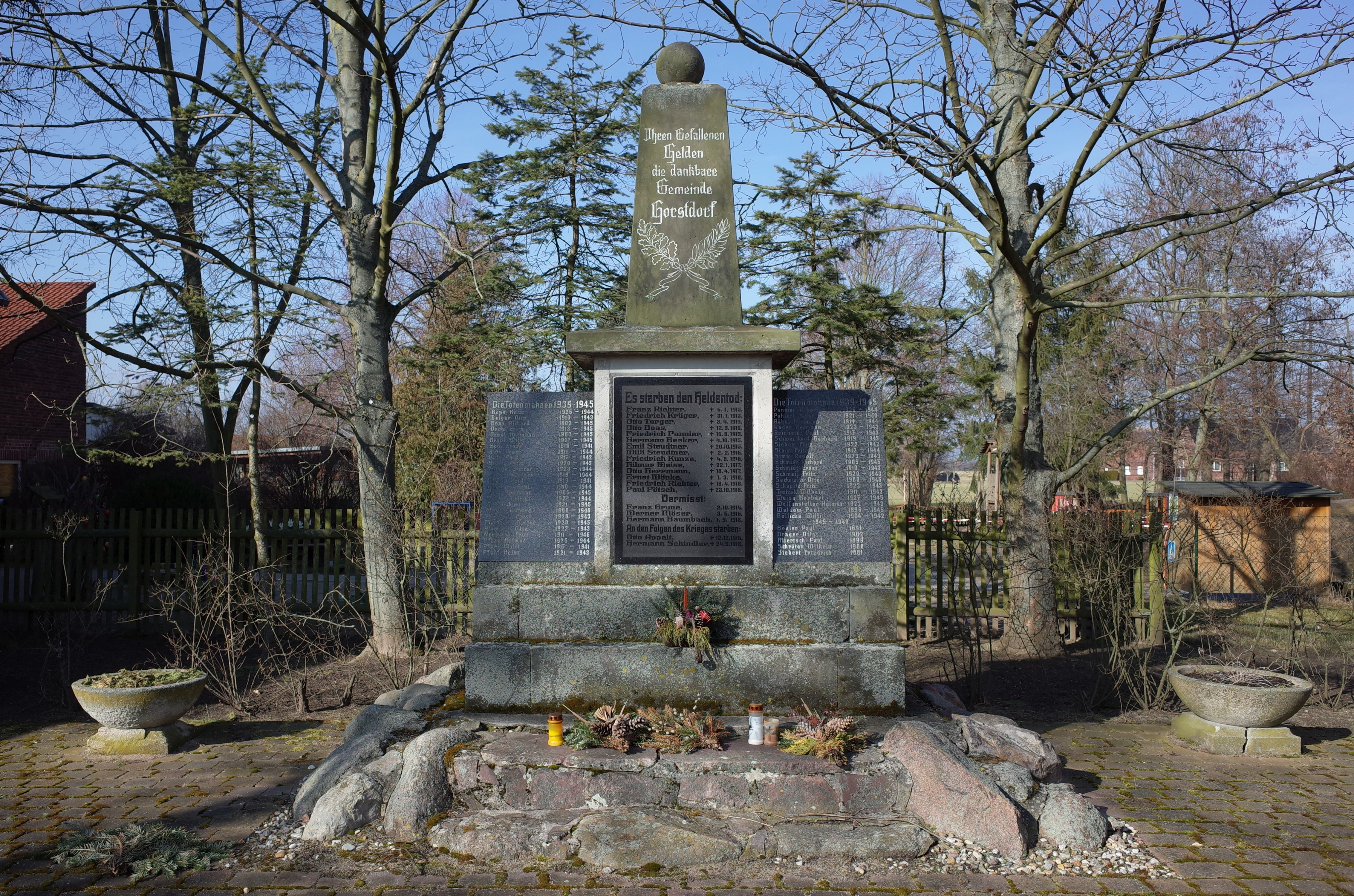
Kriegerdenkmal in Horstdorf

## Kriegerdenkmal
Beim Kriegerdenkmal handelt es sich um eine Stele auf Feldsteinfundament mit einer Tafel, auf der die Namen und Sterbedaten der gefallenen Einwohner des Ortes aus dem Ersten Weltkrieg verewigt sind. Diese wurde wahrscheinlich zwischen 1921 und 1925 mit einem Festgottesdienst durch Pfarrer Wohlhaupt eingeweiht. Am 31. Oktober 1994 wurden rechts und links zwei weitere Tafeln mit den Namen sowie Geburts- und Sterbejahren der gefallenen Horstdorfer des Zweiten Weltkrieges und denen in dessen direkter Folge Verstorbenen angebracht. Es befinden sich insgesamt 68 Namen auf dem Denkmal, wobei allein 49 Namen und Daten für den Zeitraum von 1939 bis 1949 vermerkt sind.

## Verkehrsanbindung
- Horstdorf wird im Westen von der L 133 nach Dessau-Roßlau über Vockerode (ehemals Bundesstraße 107) gestreift. Der Ostteil der Gemeinde liegt an der Landesstraße L131 von Oranienbaum nach Wittenberg. Die Autobahnanschlüsse Vockerode und Dessau-Ost der A 9 sind jeweils 9 km entfernt.
- Die nächsten Bahnhöfe befinden sich in Dessau-Roßlau (Dessau Hbf) bzw. in Coswig (Anhalt). Der Bahnhof Wörlitz an der Bahnstrecke Dessau–Wörlitz wird nur in der Sommersaison bedient. Der ehemalige Haltepunkt im Westen Horstdorfs wird seit 1973 als Wohnhaus genutzt.